# Schöneberg (Adelsgeschlecht)
Das Geschlecht der Edelherren von Schöneberg (auch von Schonenberg) trat im Hochmittelalter in Nordhessen auf. Es erlosch im Jahre 1419 in der männlichen Linie.

## Geschichte
Stammvater war Haold von Eberschütz. Er ist 1089 beurkundet und heiratete eine Weldrud. Die Söhne hießen Konrad (1120–1144), Robert und Berthold. Letzterer nannte sich ab etwa 1170 "von Schöneberg". Die Herren von Schöneberg waren im 12. Jahrhundert Burgmannen und Lehensnehmer des Erzstifts Mainz auf der Burg Schöneberg bei Hofgeismar, und diese wurde zu ihrem Stammsitz. Im 13. Jahrhundert versuchten sie, im Umfeld ihres Stammsitzes eine eigene Herrschaft aufzubauen, indem sie Güterbesitz erwarben und ihre Beziehungen zu den umliegenden Grafschaften pflegten. Dabei gerieten sie jedoch in Konflikte mit den weltlichen Interessen der Erzbistümer Mainz und Paderborn sowie mit der Landgrafschaft Hessen. Schon in der Mitte des 13. Jahrhunderts mussten sie die Grafen von Dassel in die Verwaltung ihrer Stammburg aufnehmen. 1272 wurde die Schöneburg auf Druck der Stadt Hofgeismar an das Erzbistum Mainz verkauft. Daraufhin wichen die Schöneberger auf die Trendelburg aus. 1429 kaufte Landgraf Ludwig I. von Hessen ihre verbliebenen Güter an der Diemel.

## Angehörige
Als Angehörige dieses Geschlechts sind beurkundet:
- Bertold I. 1151 Vogt des Damenstifts Heerse ("von Eberschütz", 1170–1180 "von Schöneberg")

- Konrad I. 1180–1185

- Bertold II. 1200–1220 ⚭ Adelheid von Dassel 1212–1238

- Bernhard I. 1209–1239

- Adelheid 1245–1260 Priorin im Kloster Gehrden

- Konrad II. 1231–1244 ⚭ 1. Sophia, ⚭ 2. Agnes von Münzenberg

- Bernhard II. 1231–1235 ⚭ Gerburg

- Konrad III. 1249–1311 ⚭ Adelheid Riedesel

- Mette ⚭ Conrad I. Rabe von Pappenheim (urkdl. 1260–1317)

- Bertold III. 1249–1306 Kleriker

- Tochter ⚭ Widukind von Ziegenberg

- Konrad IV. 1279–1306 ⚭ Mechthild von Schwalenberg 1303–1346

- Bertold IV. 1279–1303

- Adelheid 1279 Nonne in Hilwartshausen

- Gisela 1279 Nonne in Hilwartshausen

- Mechthild ⚭ Konrad von Pfaffenhofen

- Agnes ⚭ Konrad Spiegel

- Sophia ⚭ Wittekind von Falkenberg

- Johann 1306–1311

- Konrad V. 1302–1370 ⚭ Helena von Schwalenberg

- Adelheid 1306–1311

- Konrad VI. 1302–1372

- Heinrich I. 1360–1368 ⚭ Jutta von Wittgenstein

- Burkhard I.[1] 1348–1417 ⚭ Jutta von Woldenberg

- Konrad VII. 1378–1392 Kleriker

- Heinrich II. 1390–1419 ⚭ Maria von Homburg

- Jutta[2] ⚭ 1. Eckhard II. von Röhrenfurth, ⚭ 2. Hermann Spiegel